# Philibertia tomentosa
Philibertia tomentosa là một loài thực vật có hoa trong họ La bố ma. Loài này được (Decne.) Goyder mô tả khoa học đầu tiên năm 2004.